# アルベルト・フォン・ル・コック

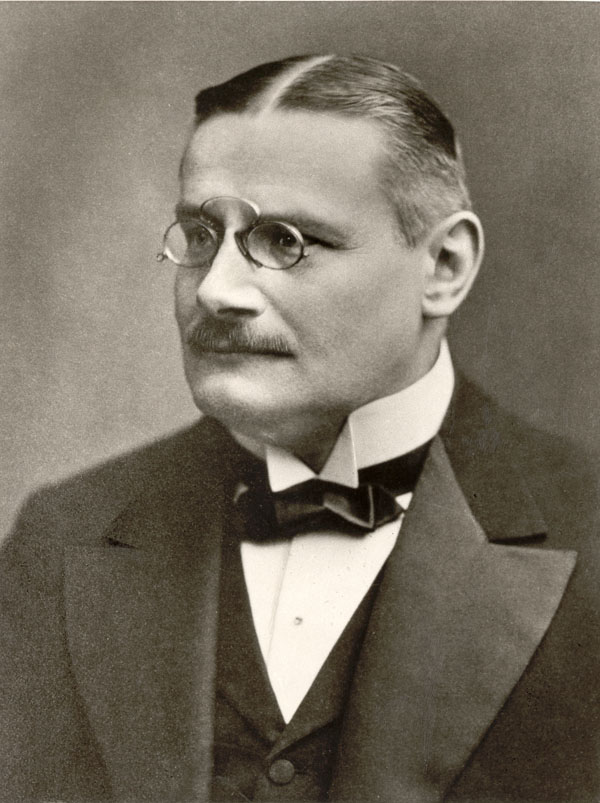
アルベルト・フォン・ル・コック

アウグスト・アルベルト・フォン・ル・コック（August Albert von Le Coq、アルブレヒト・フォン・ル・コックとも。1860年9月8日ベルリン - 1930年4月21日ベルリン）は、ドイツの考古学者で、中央アジア探検家。

## 生涯
アルベルト・フォン・ル・コックは商人のアウグスト・フォン・ル・コック(1827-1894)の子で、父から中央ヨーロッパと東ヨーロッパの醸造所とワイナリーの形で遺産を相続した。その資本によってル・コックは旅行やベルリン民族学博物館での学習が可能になった。ル・コックは同博物館のインド部門の長であるアルベルト・グリュンヴェーデルの輔佐となり、中央アジア、とくにシルクロードに沿った土地の探検隊を組織した。グリュンヴェーデルが第2回のトルファン探検への出発を前に病に倒れると、ル・コックが探検隊長になった。
探検では新疆（中国北西部）の仏教・マニ教の入り組んだ石窟寺院に出くわした。石窟中の写本の多くは発掘中に損壊された。石窟中のいくつかの壁画について、アーリア（インド・ヨーロッパ）人の文化を題材にしたものであり、フランク族と関係があるかもしれないとル・コックは考えた。また、タリムのミイラについても記述している。
助手のテーオドール・バルトゥスの助けを借り、ル・コックは360kg以上にのぼるフレスコ画・像ほかの文化財をのこぎりで切りとって305箱に詰めてベルリンまで運んだ。この「貸し出し」について、探検当時のトルキスタンの紛争によるものとル・コックは正当化している。文化財の一部はプリンツ・アルブレヒト通りの民族学博物館で1944年まで展示されていたが、空襲によって重大な損壊を被った。しかし多くの品はおそらく主に戦争のためにそれ以前に疎開させてあり、現在はベルリンの国立博物館中のアジア文化博物館が蔵している。
ル・コックの墓はベルリンのダーレム墓地にある。

## 著作
- Choros Zaturpanskij (i.e. A. v. Le Coq): Reisewege und Ergebnisse der deutschen Turfanexpeditionen. In: Orientalisches Archiv. Hiersemann, Leipzig 3.1912, S. 116–127.

以下は『東洋文庫所蔵』貴重書デジタルアーカイブで閲覧可能。
- Die buddhistische Spätantike in Mittelasien. Dietrich Reimer, Berlin 1922. 
（中央アジアの仏教古代後期：プロシア王国トゥルファン探検隊の成果）
- Chotscho Dietrich Reimer, Berlin 1913.
（ホッチョ（高昌）：東トルキスタンのトゥルファンにおける第一次プロシア王国探検重要発掘品のファクシミリ図版）
- Auf Hellas Spuren in Ostturkistan. Berichte und Abhandlungen der II. und III. Deutschen Turfan-Expedition. Leipzig 1926.
（中央アジア秘宝発掘記：第2・3回ドイツ・トルファン探検隊調査報告）
  - 木下龍也 訳『中央アジア発掘記』昭森社、1960年。
　『中央アジア秘宝発掘記』（角川文庫、新版・中公文庫）
- Von Land und Leuten in Ostturkestan. Berichte und Abenteuer der 4. Deutschen Turfanexpedition. Hinrichs'sche Buchhandlung, Leipzig 1928.
（東トルキスタンの土地と人々：第4回ドイツ・トルファン探検隊調査報告）
  - 羽鳥重雄 訳『東トルキスタン風物誌』白水社〈中国辺境歴史の旅〉、1986年。